# 제니트 (프로게이머)
제니트(본명: 전태권, 2000년 5월 8일 ~ )는 대한민국의 리그 오브 레전드 프로게이머로 아이디는 Zenit이다. 포지션은 AD 캐리이며 현재 리그 오브 레전드 재팬 리그의 후쿠오카 소프트뱅크 호크스 게이밍 소속이다.

## 선수 생활
2017년 12월 16일, ES 샤크스에 입단하면서 프로 커리어를 시작했다. 2018년 6월 11일, 팀에서 퇴단했다.
2019시즌을 앞두고 KT 롤스터에 입단했다.
2020시즌을 앞두고 한화생명 e스포츠에 입단했다. 스프링 시즌 서브 멤버로 간간히 출전했다. 2020년 5월 10일, 팀에서 퇴단했다.
2021년 2월, 후쿠오카 소프트뱅크 호크스 게이밍에 입단했다. 스프링 시즌 무난한 모습을 보여주면서 팀의 포스트시즌 진출에 기여했다. 서머 시즌에서도 팀의 포스트시즌 진출에 기여했다.

## 소속팀
| # | 팀명                              | 소속 기간             | 소속 리그 | 비고 |
| - | --------------------------------- | --------------------- | --------- | ---- |
| 1 | ES 샤크스                         | 2017.12.16~2018.06.11 | CK        |      |
| 2 | KT 롤스터                         | 2018.12.25~2019.11.19 | LCK       |      |
| 3 | 한화생명 e스포츠                  | 2019.12.02~2020.05.10 | LCK       |      |
| 4 | 후쿠오카 소프트뱅크 호크스 게이밍 | 2020.12.19~           | LJL       |      |